# Jevgenia Kolodko

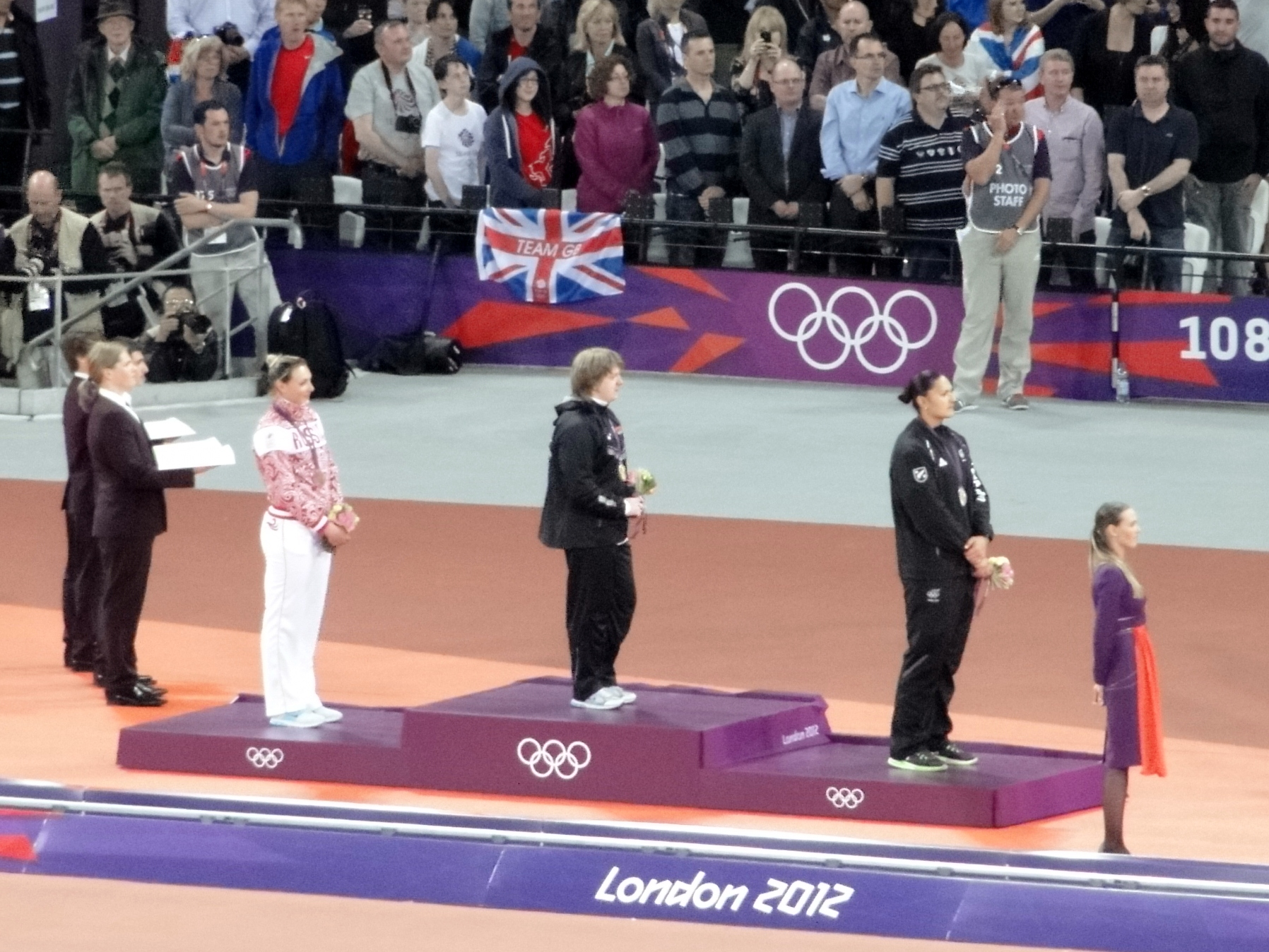
Kolodko (links) op het olympisch podium in Londen samen met Nadzeja Astaptsjoek (midden) en Valerie Adams (rechts).

Jevgenia Nikolajevna Kolodko (Russisch: Евгения Николаевна Колодко) (Nerjoengri, 22 juli 1990) is een Russische atlete, die is gespecialiseerd in het kogelstoten. Ze vertegenwoordigde haar vaderland op de Olympische Spelen van 2012 in Londen, waar zij aanvankelijk de bronzen medaille veroverde. Na de schorsing van winnares Nadzeja Astaptsjoek werd het brons omgezet naar een zilveren medaille, die zij echter in 2016 weer kwijtraakte toen na een hertest van een urinemonster bleek, dat ook zij verboden middelen had gebruikt.

## Carrière
Kolodko eindigde als negende op de Europese kampioenschappen voor junioren van 2009 in Novi Sad. Tijdens de Europese atletiekkampioenschappen onder 23 jaar 2011 in Ostrava behaalde ze de gouden medaille. Op de wereldkampioenschappen van 2011 in Daegu eindigde de Russin op de vijfde plaats.
In 2012 nam Kolodko deel aan de wereldindoorkampioenschappen in Istanboel; op dit toernooi eindigde ze op de zevende plaats. Tijdens de Spelen in Londen veroverde ze met een persoonlijk record van 20,48 m aanvankelijk de bronzen medaille, achter de Wit-Russische Nadzeja Astaptsjoek (21,36) en de Nieuw-Zeelandse Valerie Adams (20,70). Een dag na de sluitingsceremonie bleek echter, dat Astaptsjoek doping had gebruikt. Er werden sporen van metenolon, een anabole steroïde, in haar urine aangetroffen. Als gevolg hiervan werd Adams opnieuw olympisch kampioene en schoof Kolodko door naar het zilver. In augustus 2016 bracht het IOC echter naar buiten, dat uit een hertest van een bewaard urinemonster van Kolodko was gebleken, dat de Russin in 2012 eveneens verboden middelen had gebruikt. Het IOC sommeerde Kolodko vervolgens om haar zilveren medaille in te leveren.
Op de Europese indoorkampioenschappen van 2013 in Göteborg sleepte de Russin de zilveren medaille in de wacht.

## Titels
- Europees kampioene U23 kogelstoten - 2011
- Russisch kampioene kogelstoten - 2011, 2012

## Persoonlijke records
Outdoor
| Onderdeel   | Afstand | Datum           | Plaats |
| ----------- | ------- | --------------- | ------ |
| kogelstoten | 20,48 m | 6 augustus 2012 | Londen |

Indoor
| Onderdeel   | Afstand | Datum            | Plaats |
| ----------- | ------- | ---------------- | ------ |
| kogelstoten | 19,97 m | 28 augustus 2013 | Zürich |

## Palmares

### kogelstoten
- 2009: 9e EJK - 14,50 m
- 2011:  EK U23 - 18,87 m
- 2011: 5e WK - 19,78 m
- 2012: 7e WK indoor - 18,57 m
- 2012: DQ OS - 20,48 m ( na DQ Astaptsjoek)
- 2013:  EK indoor - 19,04 m
- 2013:  European Cup Winter Throwing - 19,04 m
- 2014:  EK - 19,39 m